# 永昼峰
永昼峰是指太阳系的天体上能够永远受到阳光照射的点。这取决于天体的旋转以及该点的海拔。因为可以在一天的任何时间接受到太阳能，同时可以保持相对稳定的温度，永昼峰对于外星探测和外星殖民都很有益。

## 提出历史
1837年德国天文学家威廉·比尔和约翰·海因里希·冯·马德勒发表的《月球宇宙性和个体性比较月面学》（Der Mond nach seinen kosmischen und individuellen Verhältissen oder allgemeine vergleichende Selenographie）”第一次假定月球极地的山脉“…许多山峰（除了在地球引起的月食之外）永远都被照射”。之后尼可拉斯·卡米伊·弗拉马利翁在1879年首次出版的《大众天文学：天空的简介》（Astronomie Populaire, description générale du ciel）中推测在月球的两极可能存在"pics de lumière éternelle"（法语，即永昼峰）。

## 存在性

### 在月球上

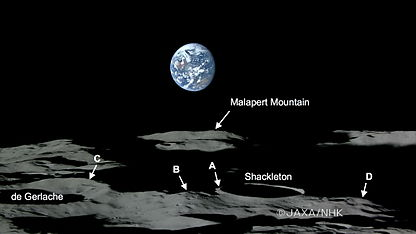
月球南极有4座山峰被确认其被照亮的时间超过80%。

基于克萊門汀號拍摄的图片，美国约翰·霍普金斯大学的一个小组确定了月球北极在皮里环形山坑壁上的四个位置可以作为永昼峰的候选。该环形山位于月球北极附近。克莱门汀号拍摄的图片是在月球北半球的夏季拍摄的，因此不能确定这四座山峰在当地的冬季是否会被遮挡。月球的南极位于一个巨大的洼地，低于附近16公里。美国宇航局和欧洲的小组经过对月球南极照片和地形的仔细分析之后透露，一些在离极点15公里之内的山脊像黑暗无边大海中数百米大的小岛一样，能够接收到近乎永久的光照（月球冬天约70–90%，夏天几乎100%）。在月球对地距南极点122公里处马拉柏特环形山边缘的马拉柏特山地区也能获取很高的光照水平，但没有充足的数据支持这一论断。不过考虑到它离极点的位置，其顶峰可能无法获得永久的光照。 
从2005年到2006年，欧洲空间局的SMART-1探测器对月球极点进行了系统的搜寻，以更便捷地确定能永久接收到阳光的地点。轨道飞行器查看了极点的光照情况并寻找季节性变化，以确认它们在月球冬季是否仍然保持光照。经过确认的地点可能作为未来登陆器的着陆点，并利用恒定的光照和温度条件维持长期任务。
月球上的永昼峰可能并非绝对“永昼”，因为日光可能偶然在月食（可以持续超过6个小时）的时候被地球的阴影所切断。对于月球来说，术语“永昼峰”常常大众化地用在技术文献和新闻报道中。实际上人类没有发现月球上可以永远沐浴阳光的山峰，同时基于雷达的数字海拔模型模拟，这种地方可能不存在。

### 在水星上
也有理论提及水星上的永昼峰，但是由于缺少详细的绘图，不能很确信是否存在或排除这种可能性。当轨道器信使号抵达水星时这可能会有所改变。如果存在的话，水星上的永昼峰也不会受到食的影响，因为水星没有卫星。